# One Hour Before Dawn
One Hour Before Dawn è un film muto del 1920 diretto da Henry King. La sceneggiatura si basa sul romanzo Behind Red Curtains di Mansfield Scott, pubblicato a Boston nel 1919.

## Trama
Durante un party, Harrison Kirke viene ipnotizzato da Norman Osgood. Al risveglio dalla trance, Kirke è talmente furibondo che minaccia l'ipnotizzatore. Costui in segreto suggerisce a George Clayton di uccidere Kirke "un'ora prima dell'alba". Kirke, il giorno dopo, viene trovato morto. Clayton pensa di essere lui l'assassino: crede di averlo ucciso anche perché ricorda un sogno terribile dove uccideva Kirke. Alla residenza Copeland giunge un investigatore per indagare: dopo varie false piste, si troverà il vero assassino che è Bob Manning, un vecchio nemico di Kirke.

## Produzione
Durante un viaggio in treno, Harry Warner, dopo aver letto l'edizione tascabile di Behind Red Curtains, pensò che il libro avrebbe potuto essere un buon soggetto cinematografico e sottopose l'idea a Hampton, un altro produttore, che si trovò d'accordo con lui. Ne parlarono con Henry King, decidendo di affidare il lavoro della sceneggiatura a Fred Myton. King racconta che il risultato non fu soddisfacente e che lui stesso mise mano alla sceneggiatura, riscrivendola completamente
Il film, che fu prodotto dalla Jesse D. Hampton Productions, venne girato con il titolo di lavorazione Behind Red Curtains.

## Distribuzione
Il copyright del film, richiesto dalla Pathé Exchange, Inc., fu registrato il 26 giugno 1920 con il numero LU15302.
Distribuito dalla Pathé Exchange, il film uscì nelle sale cinematografiche degli Stati Uniti l'11 luglio 1920.

### Conservazione
Copia completa della pellicola si trova conservata in Francia negli Archives du Film du CNC di Bois d'Arcy.